# Пундово
Пундово — упразднённая деревня в Ореховском сельском поселении Галичского района Костромской области России. Исключена из учётных данных в 2024 году.

## География
Деревня расположена у речки Пундовка.

## История
Согласно Спискам населённых мест Российской империи в 1872 году сельцо Пундово относилось к 1 стану Галичского уезда Костромской губернии. В нём числилось 9 дворов, проживало 36 мужчин и 37 женщин.
Согласно переписи населения 1897 года в сельце проживало 87 человек (44 мужчины и 43 женщины).
Согласно Списку населённых мест Костромской губернии в 1907 году сельцо Пубдово относилось к Новографской волости Галичского уезда Костромской губернии. По сведениям волостного правления за 1907 год в нём числилось 20 крестьянских дворов и 79 жителей. Основными занятиями жителей сельца, помимо земледелия, были плотницкий и малярный промыслы.
До муниципальной реформы 2010 года деревня также входила в состав Костомского сельского поселения.

## Население
| 2008 | 2010 | 2012 | 2014 |
| ---- | ---- | ---- | ---- |
| 2    | ↘0   | ↗2   | →2   |